# Duce! Duce! Duce!
Duce! Duce! Duce! è un brano musicale fascista composto da Alessandro Sopranzi e musicato da Gustavo Cacini nel 1937 pubblicata su etichetta Columbia.

## Argomento
La canzone è un brano di chiaro stampo propagandista fascista con lo scopo di celebrare il dittatore Benito Mussolini. Nella traccia musicale, Mussolini è dipinto come un grande condottiero che avrebbe portato un grande periodo per l'Italia e come persona da venerare.